# Андорра на зимових Олімпійських іграх 2002
Андорра брала участь у Зимових Олімпійських іграх 2002 року у Солт-Лейк-Сіті (США), але не завоювала жодної медалі. Країну представляли 3 спортсмени (2 чоловіки та одна жінка) в одному виді спорту.

## Результати

### Гірськолижний спорт
Чоловіки
| Спортсмен    | Змагання           | Спуск 1 | Спуск 2 | Всього  | Всього |
| Спортсмен    | Змагання           | Час     | Час     | Час     | Місце  |
| ------------ | ------------------ | ------- | ------- | ------- | ------ |
| Віктор Ґомез | Гігантський слалом | 1:17.83 | 1:15.50 | 2:33.33 | 39     |
| Алекс Антор  | Гігантський слалом | 1:16.66 | 1:14.73 | 2:31.39 | 36     |
| Алекс Антор  | Слалом             | 54.57   | DNF     | DNF     | —      |

Жінки
| Спортсмен | Змагання           | Спуск 1 | Спуск 2 | Total   | Total |
| Спортсмен | Змагання           | Час     | Час     | Час     | Місце |
| --------- | ------------------ | ------- | ------- | ------- | ----- |
| Вікі Ґро  | Гігантський слалом | 1:21.24 | DNF     | DNF     | —     |
| Вікі Ґро  | Слалом             | 58.13   | 57.03   | 1:55.16 | 24    |